# Žarna
Žarna je říčka na západě Litvy (Telšiaiský kraj) v Žemaitsku na Žemaitijské vysočině. Teče v okolí města Žarėnai. Do řeky Minija se vlévá jako její levý přítok 192,2 km od jejího ústí do Atmaty.

## Přítoky
- Pravý: Butkų upelis (délka 3,5 km)

## Význam názvu
V litevštině žarna znamená hadici nebo střevo. Název však může souviset s názvem blízkého sídla Žarėnai.